# Agylla zopisa
Agylla zopisa là một loài bướm đêm thuộc phân họ Arctiinae, họ Erebidae.